# Archiduchesse Maria Immaculata
'Archiduchesse Maria Immaculata' est un cultivar de rosier obtenu en 1887 par la maison luxembourgeoise Soupert & Notting. Il rend hommage à la princesse Maria Immaculata de Bourbon-Siciles (1844-1899), épouse de l'archiduc Charles-Salvator d'Autriche-Toscane (1839-1892), frère cadet du grand-duc Ferdinand IV de Toscane.
Il est issu d'un croisement entre 'Madame Lombard' (Lacharme 1878) et 'Socrate'.

## Description
Ce rosier thé montre de grandes fleurs en forme de coupe aux pétales étroits au centre, larges et arrondis en pourtour ; mais c'est surtout le coloris qui fit sensation à l'époque, nouveau pour un rosier thé : il s'agit d'un rouge brique clair et vermillon doré au cœur. Cette variété très florifère remonte bien et évolue alors vers le rose pêche.
Anton Tchekhov affectionnait cette variété qu'il avait plantée dans le jardin de sa villa de Yalta en Crimée.
Ce rosier raffiné mais fragile, qui était fort à la mode à la Belle Époque, n'est plus commercialisé.

## Distinction
- Premier prix de la Société d'horticulture et de botanique d'Huy  février 1887[4].